# Perales (Palencia)

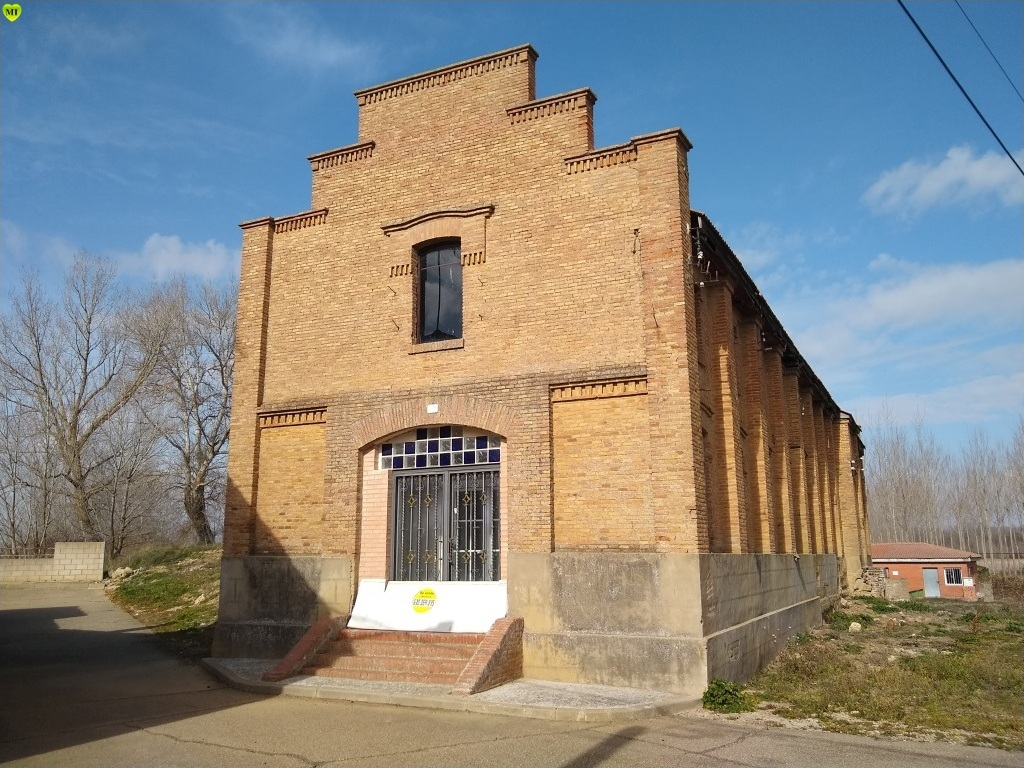

Perales es un municipio y localidad española de la provincia de Palencia, en la comunidad autónoma de Castilla y León. Se encuentra en la comarca de Tierra de Campos.

## Geografía
El municipio agrupa también las pedanías de Villafruela y Villaldavín. Limita con Paredes de Nava, Becerril de Campos, San Cebrián de Campos y Manquillos.

## Geografía humana

### Demografía
Cuenta con una población de 118 habitantes (INE 2024).
| Gráfica de evolución demográfica de Perales entre 1842 y 2021 |
| |
| Población de derecho según los censos de población del INE Población de hecho según los censos de población del INEEntre el censo de 1857 y el anterior, crece el término del municipio porque incorpora a 345146 (Villafruela) y 345148 (Villaldavín) |

## Patrimonio

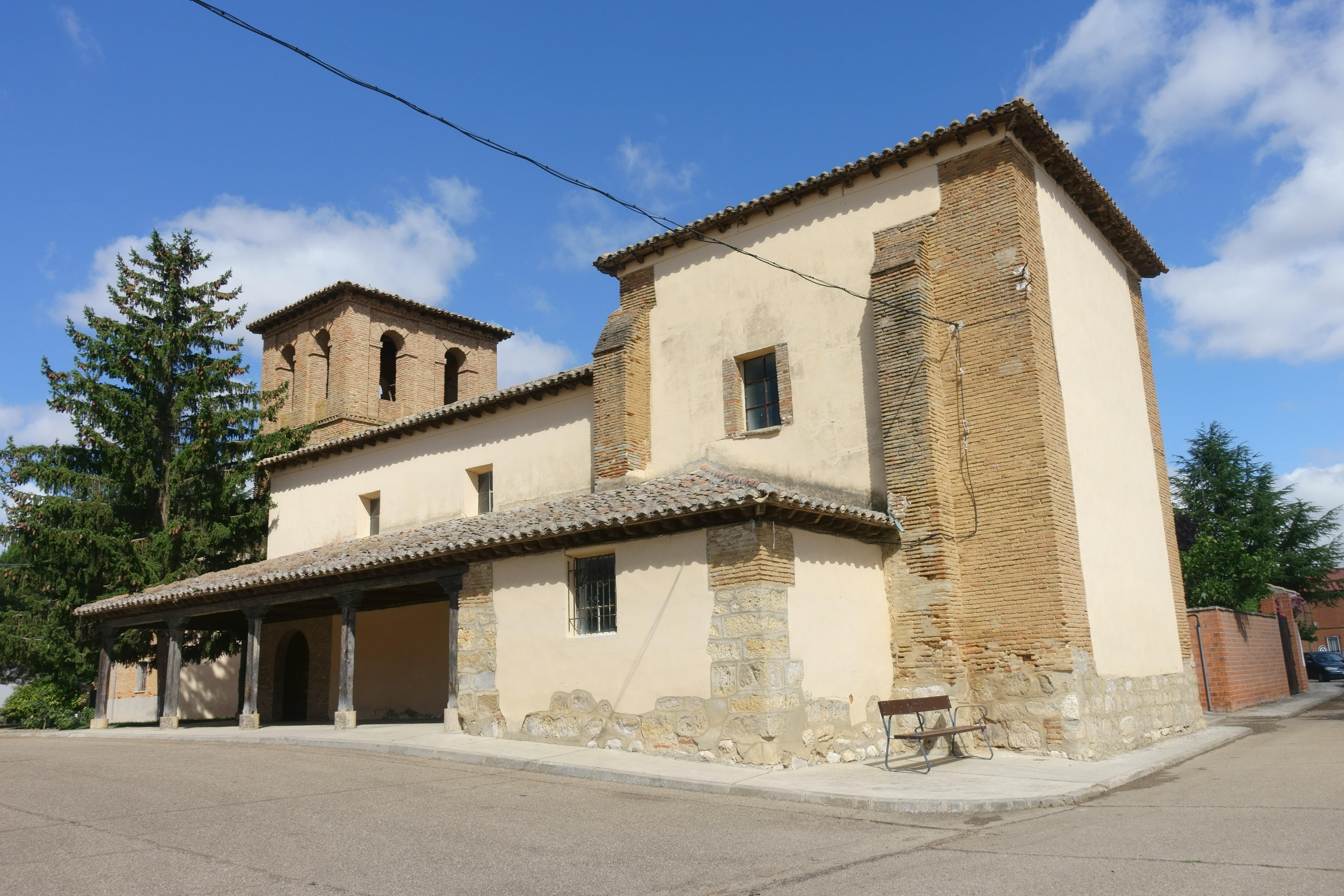
Iglesia de San Pedro

- Monasterio de Santa María de Perales. Fue fundado en 1160 por los condes Nuño Pérez de Lara y su esposa la condesa Teresa Fernández de Traba. En el mes de diciembre de 1595 las religiosas cistercienses que habitaban el monasterio abandonaron el cenobio y se trasladaron con sus enseres y pertenencias al Real Monasterio de San Joaquín y Santa Ana, situado en la ciudad de Valladolid.[3]

En el monasterio de Perales recibió sepultura el infante Sancho Fernández de León el Cañamero, hijo del rey Fernando II de León y hermanastro de Alfonso IX de León.